# فهرست بانوان اول ایالات متحده آمریکا
بانوی اول ایالات متحده آمریکا که میزبان کاخ سفید است، عنوانی است که اصطلاحاً به همسر رئیس‌جمهور ایالات متحده آمریکا اطلاق می‌شود. اما در مواردی هم بوده که از زنان دیگری با این عنوان یاد شده آن هم در مواقعی بوده که رئیس‌جمهور متأهل نبوده‌است.

## بانوان اول در قید حیات
بانوان اول در قید حیات تا ژوئیه ۶, ۲۰۲۵ (از پیرترین تا جوان‌ترین):
- لورا بوش
 (۲۰۰۱–۲۰۰۹)
زادۀ ۴ نوامبر ۱۹۴۶
(۷۸ سال، ۲۴۴ روز)
- هیلاری کلینتون
(۱۹۹۳–۲۰۰۱)
زادۀ ۲۶ اکتبر ۱۹۴۷
(۷۷ سال، ۲۵۳ روز)
- جیل بایدن
(۲۰۲۱–۲۰۲۵)
زادۀ ۳ ژوئن ۱۹۵۱
(۷۴ سال، ۳۳ روز)
- میشل اوباما
(۲۰۰۹–۲۰۱۷)
زادۀ ۱۷ ژانویهٔ ۱۹۶۴
(۶۱ سال، ۱۷۰ روز)
- ملانیا ترامپ
(۲۰۱۷–۲۰۲۱) و (۲۰۲۵–اکنون)
زادۀ ۲۶ آوریل ۱۹۷۰
(۵۵ سال، ۷۱ روز)[۱]

## فهرست
-- فوت شده قبل از آنکه همسرش رئیس‌جمهور ایالات متحده آمریکا شود.

 -- بانوی اول به عنوان کسی که در این سمت حضور پیدا کرده‌است.
| #    | پرتره                                             | بانوی اول                                   | تاریخ تولد      | تاریخ ازدواج     | رئیس‌جمهور (شوهر)                | تاریخ آغاز تصدی | سن در زمان آغاز تصدی | تاریخ اتمام تصدی | طول دوران بازنشستگی | تاریخ مرگ       | طول عمر |
| ---- | ------------------------------------------------- | ------------------------------------------- | --------------- | ---------------- | ------------------------------- | --------------- | -------------------- | ---------------- | ------------------- | --------------- | ------- |
| ۱    | Portrait of Martha Washington                     | مارتا واشنگتن (نام کوچک Dandridge)          | ۲ ژوئن ۱۷۳۱     | ژانویه ۶, ۱۷۵۹   | جرج واشنگتن                     | ۳۰ آوریل ۱۷۸۹   |                      | ۴ مارس ۱۷۹۷      | ۱٬۹۰۴ days          | ۲۲ مهٔ ۱۸۰۲      |         |
| ۲    | Portrait painting of Abigail Adams                | ابیگیل آدامز (née Smith)                    | ۱۱ نوامبر ۱۷۴۴  | اکتبر ۲۵, ۱۷۶۴   | جان آدامز                       | ۴ مارس ۱۷۹۷     |                      | ۴ مارس ۱۸۰۱      | ۶٬۴۴۷ days          | ۲۸ اکتبر ۱۸۱۸   |         |
| ۳    | Portrait Of Martha Jefferson                      | مارتا جفرسون (née Wayles)                   | ۳۰ اکتبر ۱۷۴۸   | ژانویه ۱, ۱۷۷۲   | توماس جفرسون                    |                 |                      |                  |                     | ۶ سپتامبر ۱۷۸۲  |         |
| 3.1  | Portrait painting of Martha Jefferson             | مارتا جفرسن رندولف                          | ۲۷ سپتامبر ۱۷۷۲ | footnote         | توماس جفرسون* (Father)          | ۴ مارس ۱۸۰۱     |                      | ۴ مارس ۱۸۰۹      | ۱۰٬۰۸۲ days         | ۱۰ اکتبر ۱۸۳۶   |         |
| ۴    | Portrait painting of Dolley Madison               | دالی تاد مدیسون (née Payne)                 | ۲۰ مهٔ ۱۷۶۸      | سپتامبر ۱۴, ۱۷۹۴ | جیمز مدیسون                     | ۴ مارس ۱۸۰۹     |                      | ۴ مارس ۱۸۱۷      | ۱۱٬۸۱۸ days         | ۱۲ ژوئیهٔ ۱۸۴۹   |         |
| ۵    | Portrait painting of Elizabeth Monroe             | الیزابت مونرو (née Kortright)               | ۳۰ ژوئن ۱۷۶۸    | فوریه ۱۶, ۱۷۸۶   | جیمز مونرو                      | ۴ مارس ۱۸۱۷     |                      | ۴ مارس ۱۸۲۵      | ۲٬۰۲۹ days          | ۲۳ سپتامبر ۱۸۳۰ |         |
| ۶    | Portrait engraving of Louisa Adams                | لوئیزا آدامز (née Johnson)                  | ۱۲ فوریهٔ ۱۷۷۵   | ژوئیه ۲۶, ۱۷۹۷   | جان کوئینسی آدامز               | ۴ مارس ۱۸۲۵     |                      | ۴ مارس ۱۸۲۹      | ۹٬۹۳۴ days          | ۱۵ مهٔ ۱۸۵۲      |         |
| ۷    | Rachel Jackson                                    | Rachel Robards Jackson (née Donelson)       | ۱۵ ژوئن ۱۷۶۷    | ژانویه ۷, ۱۷۹۴   | اندرو جکسون                     | [ ۱۶ ]          | -                    | -                | —                   | ۲۲ دسامبر ۱۸۲۸  |         |
| ۷٫۱  | Portrait painting of Emily Donelson               | Emily Donelson                              | ۱ ژوئن ۱۸۰۷     | footnote         | اندرو جکسون* (Uncle)            | ۴ مارس ۱۸۲۹     |                      | ۱۹ دسامبر ۱۸۳۶   | —                   | ۱۹ دسامبر ۱۸۳۶  |         |
| ۷٫۲  |                                                   | Sarah Yorke Jackson                         | ۱۶ ژوئیهٔ ۱۸۰۳   | footnote         | اندرو جکسون* (Father-in-law)    | ۲۶ نوامبر ۱۸۳۴  |                      | ۴ مارس ۱۸۳۷      | ۱۸٬۴۳۴ days         | ۲۳ اوت ۱۸۸۷     |         |
| ۸    | Portrait painting of Hannah Van Buren             | Hannah Van Buren (née Hoes)                 | ۸ مارس ۱۷۸۳     | فوریه ۲۱, ۱۸۰۷   | مارتین ون بورن                  | [ ۱۹ ]          | -                    | -                | —                   | ۵ فوریهٔ ۱۸۱۹    |         |
| ۸٫۱  | Portrait painting of Angelica Singleton Van Buren | آنجلیکا سینگلتون وان بیورن                  | ۱۳ فوریهٔ ۱۸۱۸   | footnote         | مارتین ون بورن* (Father-in-law) | ۱ ژانویه ۱۸۳۹   |                      | ۴ مارس ۱۸۴۱      | ۱۳٬۴۴۹ days         | ۲۹ دسامبر ۱۸۷۷  |         |
| ۹    | Portrait painting of Anna Harrison                | Anna Harrison (née Tuthill Symmes)          | ۲۵ ژوئیهٔ ۱۷۷۵   | نوامبر ۲۲, ۱۷۹۵  | ویلیام هنری هریسون              |                 |                      |                  |                     |                 |         |
| 10   | Portrait painting of Letitia Tyler                | Letitia Tyler (née Christian)               | ۱۲ نوامبر ۱۷۹۰  | مارس ۲۹, ۱۸۱۳    | جان تایلر                       | ۴ آوریل ۱۸۴۱    |                      | ۱۰ سپتامبر ۱۸۴۲  | —                   | ۱۰ سپتامبر ۱۸۴۲ |         |
| ۱۰٫۱ |                                                   | Priscilla Cooper Tyler                      | ۱۴ ژوئن ۱۸۱۶    |                  |                                 |                 |                      |                  |                     |                 |         |
| 10.2 | Portrait painting of Julia Tyler                  |                                             |                 |                  |                                 |                 |                      |                  |                     |                 |         |
| 11   | Portrait painting of Sarah Polk                   | سارا پولک (née Childress)                   | ۴ سپتامبر ۱۸۰۳  | ژانویه ۱, ۱۸۲۴   | جیمز ناکس پولک                  | ۴ مارس ۱۸۴۵     |                      | ۴ مارس ۱۸۴۹      | ۱۵٬۵۰۳ days         | ۱۴ اوت ۱۸۹۱     |         |
| ۱۲   | Portrait painting of Margaret Taylor              | مارگارت تیلور (née Mackall Smith)           | ۲۱ سپتامبر ۱۷۸۸ | ژوئن ۲۱, ۱۸۱۰    | زکری تیلور                      | ۴ مارس ۱۸۴۹     |                      | ۹ ژوئیه ۱۸۵۰     | ۷۶۷ days            | ۱۴ اوت ۱۸۵۲     |         |
| ۱۳   | Portrait painting of Abigail Fillmore             | ابیگیل فیلمور (née Powers)                  | ۱۳ مارس ۱۷۹۸    | فوریه ۵, ۱۸۲۶    | میلارد فیلمور                   | ۹ ژوئیه ۱۸۵۰    |                      | ۴ مارس ۱۸۵۳      | ۲۶ days             | ۳۰ مارس ۱۸۵۳    |         |
| ۱۴   | Engraving of Jane Pierce                          | جین پیرس (née Means Appleton)               | ۱۲ مارس ۱۸۰۶    | نوامبر ۱۹, ۱۸۳۴  | فرانکلین پیرس                   | ۴ مارس ۱۸۵۳     |                      | ۴ مارس ۱۸۵۷      | ۲٬۴۶۴ days          | ۲ دسامبر ۱۸۶۳   |         |
| ۱۵   | Portrait photograph of Harriet Lane               | هریت لین (later Johnston)                   | ۹ مهٔ ۱۸۳۰       |                  |                                 |                 |                      |                  |                     |                 |         |
| 16   | Portrait photograph of Mary Lincoln               | مری تاد لینکلن (née Todd)                   |                 |                  |                                 |                 |                      |                  |                     |                 |         |
| ۱۷   | Portrait engraving of Eliza Johnson               | Eliza Johnson (née McCardle)                | ۴ اکتبر ۱۸۱۰    | مه ۱۷, ۱۸۲۷      | اندرو جانسون                    | ۱۵ آوریل ۱۸۶۵   |                      | ۴ مارس ۱۸۶۹      | ۲٬۵۰۸ days          | ۱۵ ژانویهٔ ۱۸۷۶  |         |
| ۱۸   | Portrait photograph of Julia Grant                | جولیا گرنت (née Dent)                       | ۲۶ ژانویهٔ ۱۸۲۶  | اوت ۲۲, ۱۸۴۸     | یولیسیز سایمن گرانت             | ۴ مارس ۱۸۶۹     |                      | ۴ مارس ۱۸۷۷      | ۹٬۴۱۵ days          | ۱۴ دسامبر ۱۹۰۲  |         |
| ۱۹   | Portrait photograph of Lucy Hayes                 | لوسی وب هیز (née Webb)                      | ۲۸ اوت ۱۸۳۱     | دسامبر ۳۰, ۱۸۵۲  | رادرفورد بیرچارد هیز            | ۴ مارس ۱۸۷۷     |                      | ۴ مارس ۱۸۸۱      | ۳٬۰۳۵ days          | ۲۵ ژوئن ۱۸۸۹    |         |
| ۲۰   | Portrait photograph of Lucretia Garfield          | Lucretia Garfield (née Rudolph)             | ۱۹ آوریل ۱۸۳۲   | نوامبر ۱۱, ۱۸۵۸  | جیمز آبرام گارفیلد              | ۴ مارس ۱۸۸۱     |                      | ۱۹ سپتامبر ۱۸۸۱  | ۱۳٬۳۲۴ days         | ۱۴ مارس ۱۹۱۸    |         |
| ۲۱   | Portrait of Ellen Arthur                          | Ellen Arthur (née Lewis Herndon)            | ۳۰ اوت ۱۸۳۷     | اکتبر ۲۵, ۱۸۵۹   | چستر آلن آرتور                  | [ ۴۶ ]          | -                    | -                | —                   | ۱۲ ژانویهٔ ۱۸۸۰  |         |
| ۲۱٫۱ | Portrait of Mary Arthur McElroy                   | Mary Arthur McElroy                         | ۵ ژوئیهٔ ۱۸۴۱    | footnote         | چستر آلن آرتور* (Brother)       | ۱۹ سپتامبر ۱۸۸۱ |                      | ۴ مارس ۱۸۸۵      | ۱۱٬۶۳۲ days         | ۸ ژانویهٔ ۱۹۱۷   |         |
| ۲۱٫۲ | Portrait of Rose Cleveland                        | روز کلیولند                                 | ۱۳ ژوئن ۱۸۴۶    | footnote         | گروور کلیولند* (Brother)        | ۴ مارس ۱۸۸۵     |                      | ۲ ژوئن ۱۸۸۶      | ۱۱٬۸۶۰ days         | ۲۲ نوامبر ۱۹۱۸  |         |
| ۲۲   | Portrait of Frances Cleveland                     | فرانسیس کلیولند (née Folsom; later Preston) | ۲۱ ژوئیهٔ ۱۸۶۴   | ژوئن ۲, ۱۸۸۶     | گروور کلیولند                   | ۲ ژوئن ۱۸۸۶     |                      | ۴ مارس ۱۸۸۹      | ۱٬۴۶۱ days          | ۲۹ اکتبر ۱۹۴۷   |         |
| ۲۳   | Portrait of Caroline Harrison                     | کارولین هریسون (née Scott)                  | ۱ اکتبر ۱۸۳۲    | اکتبر ۲۰, ۱۸۵۳   | بنجامین هریسون                  | ۴ مارس ۱۸۸۹     |                      | ۲۵ اکتبر ۱۸۹۲    | —                   | ۲۵ اکتبر ۱۸۹۲   |         |
| ۲۳٫۱ | Portrait of Mary Harrison McKee                   | Mary Harrison McKee                         | ۳ آوریل ۱۸۵۸    | [ ۵۲ ]           | بنجامین هریسون* (Father)        | ۲۵ اکتبر ۱۸۹۲   |                      | ۴ مارس ۱۸۹۳      | ۱۳٬۷۵۱ days         | ۲۸ اکتبر ۱۹۳۰   |         |
| ۲۴   | Portrait of Frances Cleveland                     | فرانسیس کلیولند (née Folsom; later Preston) | ۲۱ ژوئیهٔ ۱۸۶۴   | ژوئن ۲, ۱۸۸۶     | گروور کلیولند                   | ۴ مارس ۱۸۹۳     |                      | ۴ مارس ۱۸۹۷      | ۱۸٬۵۰۰ days         | ۲۹ اکتبر ۱۹۴۷   |         |
| ۲۵   | Portrait of Ida McKinley                          | Ida McKinley (née Saxton)                   | ۸ ژوئن ۱۸۴۷     | ژانویه ۲۵, ۱۸۷۱  | ویلیام مک‌کینلی                  | ۴ مارس ۱۸۹۷     |                      | ۱۴ سپتامبر ۱۹۰۱  | ۲٬۰۸۰ days          | ۲۶ مهٔ ۱۹۰۷      |         |
| ۲۶   | Portrait of Edith Roosevelt                       | ایدیت روزولت (née Carow)                    | ۶ اوت ۱۸۶۱      | دسامبر ۲, ۱۸۸۶   | تئودور روزولت                   | ۱۴ سپتامبر ۱۹۰۱ |                      | ۴ مارس ۱۹۰۹      | ۱۴٬۴۵۵ days         | ۳۰ سپتامبر ۱۹۴۸ |         |
| ۲۷   | Portrait of Helen Taft                            | Helen Louise Taft (née Herron)              | ۲ ژوئن ۱۸۶۱     | ژوئن ۱۹, ۱۸۸۶    | ویلیام هووارد تفت               | ۴ مارس ۱۹۰۹     |                      | ۴ مارس ۱۹۱۳      | ۱۱٬۰۳۶ days         | ۲۲ مهٔ ۱۹۴۳      |         |
| ۲۸   | Portrait of Ellen Wilson                          | Ellen Louise Wilson (née Axson)             | ۱۵ مهٔ ۱۸۶۰      | ژوئن ۲۴, ۱۸۸۵    | توماس وودرو ویلسون              | ۴ مارس ۱۹۱۳     |                      | ۶ اوت ۱۹۱۴       | —                   | ۶ اوت ۱۹۱۴      |         |
| ۲۸٫۱ | Portrait of Margaret Woodrow Wilson               | مارگارت وودرو ویلسون                        | ۱۶ آوریل ۱۸۸۶   | [ ۶۱ ]           | توماس وودرو ویلسون* (Father)    | ۶ اوت ۱۹۱۴      |                      | ۱۸ دسامبر ۱۹۱۵   | ۱۰٬۲۸۳ days         | ۱۲ فوریهٔ ۱۹۴۴   |         |
| ۲۸٫۲ | Portrait of Edith Wilson                          | ادیث ویلسون (née Bolling)                   | ۱۵ اکتبر ۱۸۷۲   | دسامبر ۱۸, ۱۹۱۵  | توماس وودرو ویلسون              | ۱۸ دسامبر ۱۹۱۵  |                      | ۴ مارس ۱۹۲۱      | ۱۴٬۹۰۹ days         | ۲۸ دسامبر ۱۹۶۱  |         |
| ۲۹   | Portrait of Florence Harding                      | فلورنس هاردینگ (née Kling)                  | ۱۵ اوت ۱۸۶۰     | ژوئیه ۸, ۱۸۹۱    | وارن جی. هاردینگ                | ۴ مارس ۱۹۲۱     |                      | ۲ اوت ۱۹۲۳       | ۴۷۷ days            | ۲۱ نوامبر ۱۹۲۴  |         |
| ۳۰   | Grace Coolidge                                    | گریس کولیج (née Goodhue)                    | ۳ ژانویهٔ ۱۸۷۹   | اکتبر ۴, ۱۹۰۵    | کالوین کولیج                    | ۲ اوت ۱۹۲۳      |                      | ۴ مارس ۱۹۲۹      | ۱۰٬۳۵۳ days         | ۸ ژوئیهٔ ۱۹۵۷    |         |
| ۳۱   | Portrait of Lou Henry Hoover                      | لو هنری هوور (née Henry)                    | ۲۹ مارس ۱۸۷۴    | فوریه ۱۰, ۱۸۹۹   | هربرت هوور                      | ۴ مارس ۱۹۲۹     |                      | ۴ مارس ۱۹۳۳      | ۳٬۹۶۱ days          | ۷ ژانویهٔ ۱۹۴۴   |         |
| ۳۲   | Portrait of Eleanor Roosevelt                     | النور روزولت (née Roosevelt)                | ۱۱ اکتبر ۱۸۸۴   | مارس ۱۷, ۱۹۰۵    | فرانکلین دلانو روزولت           | ۴ مارس ۱۹۳۳     |                      | ۱۲ آوریل ۱۹۴۵    | ۶٬۴۱۸ days          | ۷ نوامبر ۱۹۶۲   |         |
| ۳۳   | Portrait of Bess Truman                           | بس ترومن (née Wallace)                      | ۱۳ فوریهٔ ۱۸۸۵   | ژوئن ۲۸, ۱۹۱۹    | هری ترومن                       | ۱۲ آوریل ۱۹۴۵   |                      | ۲۰ ژانویه ۱۹۵۳   | ۱۰٬۸۶۳ days         | ۱۸ اکتبر ۱۹۸۲   |         |
| ۳۴   | Portrait of Mamie Eisenhower                      | میمی آیزنهاور (née Doud)                    | ۱۴ نوامبر ۱۸۹۶  | ژوئیه ۱, ۱۹۱۶    | دوایت آیزنهاور                  | ۲۰ ژانویه ۱۹۵۳  |                      | ۲۰ ژانویه ۱۹۶۱   | ۶٬۸۵۹ days          | ۱ نوامبر ۱۹۷۹   |         |
| ۳۵   | Portrait Of Jaqueline Kennedy                     | ژاکلین کندی (née Bouvier; later Onassis)    | ۲۸ ژوئیهٔ ۱۹۲۹   | سپتامبر ۱۲, ۱۹۵۳ | جان اف. کندی                    | ۲۰ ژانویه ۱۹۶۱  |                      | ۲۲ نوامبر ۱۹۶۳   | ۱۱٬۱۳۶ days         | ۱۹ مهٔ ۱۹۹۴      |         |
| ۳۶   | Portrait Of Lady Bird Johnson                     | لیدی برد جانسون (née Taylor)                | ۲۲ دسامبر ۱۹۱۲  | نوامبر ۱۷, ۱۹۳۴  | لیندون بی. جانسون               | ۲۲ نوامبر ۱۹۶۳  |                      | ۲۰ ژانویه ۱۹۶۹   | ۱۴٬۰۵۱ days         | ۱۱ ژوئیهٔ ۲۰۰۷   |         |
| ۳۷   | Portrait of Pat Nixon                             | پت نیکسون (née Ryan)                        | ۱۶ مارس ۱۹۱۲    | ژوئن ۲۱, ۱۹۴۰    | ریچارد نیکسون                   | ۲۰ ژانویه ۱۹۶۹  |                      | ۹ اوت ۱۹۷۴       | ۶٬۸۹۲ days          | ۲۲ ژوئن ۱۹۹۳    |         |
| ۳۸   | Portrait of Betty Ford                            | بتی فورد (née Bloomer)                      | ۸ آوریل ۱۹۱۸    | اکتبر ۱۵, ۱۹۴۸   | جرالد فورد                      | ۹ اوت ۱۹۷۴      |                      | ۲۰ ژانویه ۱۹۷۷   | ۱۲٬۵۸۷ days         | ۸ ژوئیهٔ ۲۰۱۱    |         |
| ۳۹   | Portrait of Rosalynn Carter                       | روزالین کارتر (née Smith)                   | ۱۸ اوت ۱۹۲۷     | ژوئیه ۷, ۱۹۴۶    | جیمی کارتر                      | ۲۰ ژانویه ۱۹۷۷  |                      | ۲۰ ژانویه ۱۹۸۱   | ۱۶٬۲۳۸ days         | ۱۹ نوامبر ۲۰۲۳  |         |
| ۴۰   | Portrait of Nancy Reagan                          | نانسی ریگان (née Davis; originally Robbins) | ۶ ژوئیهٔ ۱۹۲۱    | مارس ۴, ۱۹۵۲     | رونالد ریگان                    | ۲۰ ژانویه ۱۹۸۱  |                      | ۲۰ ژانویه ۱۹۸۹   | ۹٬۹۰۷ days          | ۶ مارس ۲۰۱۶     |         |
| ۴۱   | Portrait of Barbara Bush                          | باربارا بوش (née Pierce)                    | ۸ ژوئن ۱۹۲۵     | ژانویه ۶, ۱۹۴۵   | جرج هربرت واکر بوش              | ۲۰ ژانویه ۱۹۸۹  |                      | ۲۰ ژانویه ۱۹۹۳   | ۹٬۲۱۸ days          | ۱۷ آوریل ۲۰۱۸   |         |
| ۴۲   | Portrait of Hillary Rodham Clinton                | هیلاری کلینتون (née Rodham)                 | ۲۶ اکتبر ۱۹۴۷   | اکتبر ۱۱, ۱۹۷۵   | بیل کلینتون                     | ۲۰ ژانویه ۱۹۹۳  |                      | ۲۰ ژانویه ۲۰۰۱   | ۸٬۹۳۳ days          | ۲۰۲۵ - ۰۷ - ۶   |         |
| ۴۳   | Portrait of Laura Bush                            | لورا بوش (née Welch)                        | ۴ نوامبر ۱۹۴۶   | نوامبر ۵, ۱۹۷۷   | جرج دابلیو بوش                  | ۲۰ ژانویه ۲۰۰۱  |                      | ۲۰ ژانویه ۲۰۰۹   | ۶٬۰۱۱ days          | ۲۰۲۵ - ۰۷ - ۶   |         |
| ۴۴   | Portrait of Michelle Obama                        | میشل اوباما (née Robinson)                  | ۱۷ ژانویهٔ ۱۹۶۴  | اکتبر ۳, ۱۹۹۲    | باراک اوباما                    | ۲۰ ژانویه ۲۰۰۹  |                      | ۲۰ ژانویه ۲۰۱۷   | ۳٬۰۸۹ days          | ۲۰۲۵ - ۰۷ - ۶   |         |
| ۴۵   | Portrait of Melania Trump                         | ملانیا ترامپ (née Knavs)                    | ۲۶ آوریل ۱۹۷۰   | ژانویه ۲۲, ۲۰۰۵  | دونالد ترامپ                    | ۲۰ ژانویه ۲۰۱۷  |                      | ۲۰ ژانویه ۲۰۲۱   | ۱٬۶۲۸ days          | ۲۰۲۵ - ۰۷ - ۶   |         |
| ۴۶   | Portrait of Jill Biden                            | جیل بایدن (née Jacobs)                      | ۳ ژوئن ۱۹۵۱     | ژوئن ۱۷, ۱۹۷۷    | جو بایدن                        | ۲۰ ژانویه ۲۰۲۱  |                      | ۲۰ ژانویه ۲۰۲۵   | ۱۶۷ days            | ۲۰۲۵ - ۰۷ - ۶   |         |
| ۴۷   | Portrait of Melania Trump                         | ملانیا ترامپ (née Knavs)                    | ۲۶ آوریل ۱۹۷۰   | ژانویه ۲۲, ۲۰۰۵  | دونالد ترامپ                    | ۲۰ ژانویه ۲۰۲۵  |                      |                  |                     | ۲۰۲۵ - ۰۷ - ۶   |         |